# SŽD-Baureihe П36
Die Lokomotiven der SŽD-Baureihe П36 (deutsche Transkription P36) waren Dampflokomotiven der Sowjetischen Eisenbahnen (SŽD) in Breitspurbauweise, die bevorzugt auf den nichtelektrifizierten Strecken der Transsibirischen Eisenbahn eingesetzt wurden.

## Geschichte
Die Maschinen entstand in den Jahren 1950–1956 bei der Lokomotivfabrik in Kolomna in 252 Exemplaren. Sie wurde von 1947 bis 1949 unter Leitung des Chefkonstrukteurs der Lokomotivfabrik Kolomna, Lew Lebedjanski entworfen. 1949 wurde ein Prototyp, 1952 bis 1954 weitere Versuchsexemplare gefertigt. Diese Prototypen wurden zunächst vier Jahre lang intensiv unter den klimatisch exponierten Bedingungen der Transsibirischen Eisenbahn erprobt. Der Serienbau erfolgte von 1955 an und endete am 29. Juli 1956 mit Ablieferung der П36.0251 unter der Fabriknummer 10420.
Elegant wirken ihre grüne Lackierung sowie die Teilverkleidung um Triebwerk, Schornstein und Dome sowie Führerhausvorderwand.
Typisch für Dampflokomotiven der UdSSR waren der große Schienenräumer sowie die Treibräder in Boxpok-Bauweise. Die relativ geringen Treibraddurchmesser zeigen, dass es sich bei der Lokomotive um keinen ausgesprochenen Schnellläufer handelte. Ausschlaggebend waren die schnelle Beschleunigung und die Fähigkeit, große Entfernungen im Durchlauf zu fahren. Das zeigt besonders der große Tender, wodurch sich eine Länge über die Kupplung von 29,8 m ergibt. Die Lokomotiven waren mit Speisewasservorwärmern, Rollenlagerung sämtlicher Achsen einschließlich des Tenders und Zentralschmierung ausgerüstet. Sie besaßen eine Stoker-Feuerung. Das ermöglichte eine Spitzenleistung von bis zu 3077 PS.
Eingesetzt waren sie auf den Hauptstrecken wie Moskau–Leningrad oder Moskau–Brest. Nach deren Elektrifizierung kam die Baureihe auf die nichtelektrifizierten Abschnitte der Transsibirischen Eisenbahn und auf Hauptstrecken in der Ukraine und Belarus. Dort wurden sie bis in die 1970er Jahre vor Expresszügen eingesetzt. Die Lokomotiven zeichneten sich durch hohe Wirtschaftlichkeit, hohe Laufruhe bei Spitzengeschwindigkeiten und durch ihre ansprechende äußere Erscheinung aus. Das genaue Ausmusterungsdatum der letzten Maschine ist nicht bekannt. Zum 1. Januar 1976 waren noch 247 Lokomotiven der Baureihe im Bestand der SŽD, vorwiegend bei der Transbaikal- (150) und Fernost-Eisenbahn (59), jedoch bereits nicht mehr im regulären Einsatz, der auf der Transsibirischen Eisenbahn 1974 endete.
Viele Fahrzeuge sind zum Teil fahrfähig erhalten geblieben, wie etwa die Baumusterlokomotive П36 0001 im Eisenbahnmuseum in Moskau, die П36 0123 im Oldtimer Museum Rügen in Prora oder die П36-0251 als letzte in Russland gefertigte Personenzug-Dampflokomotive im Russischen Eisenbahnmuseum in St. Petersburg.